# Mercator (Einzelhandel)

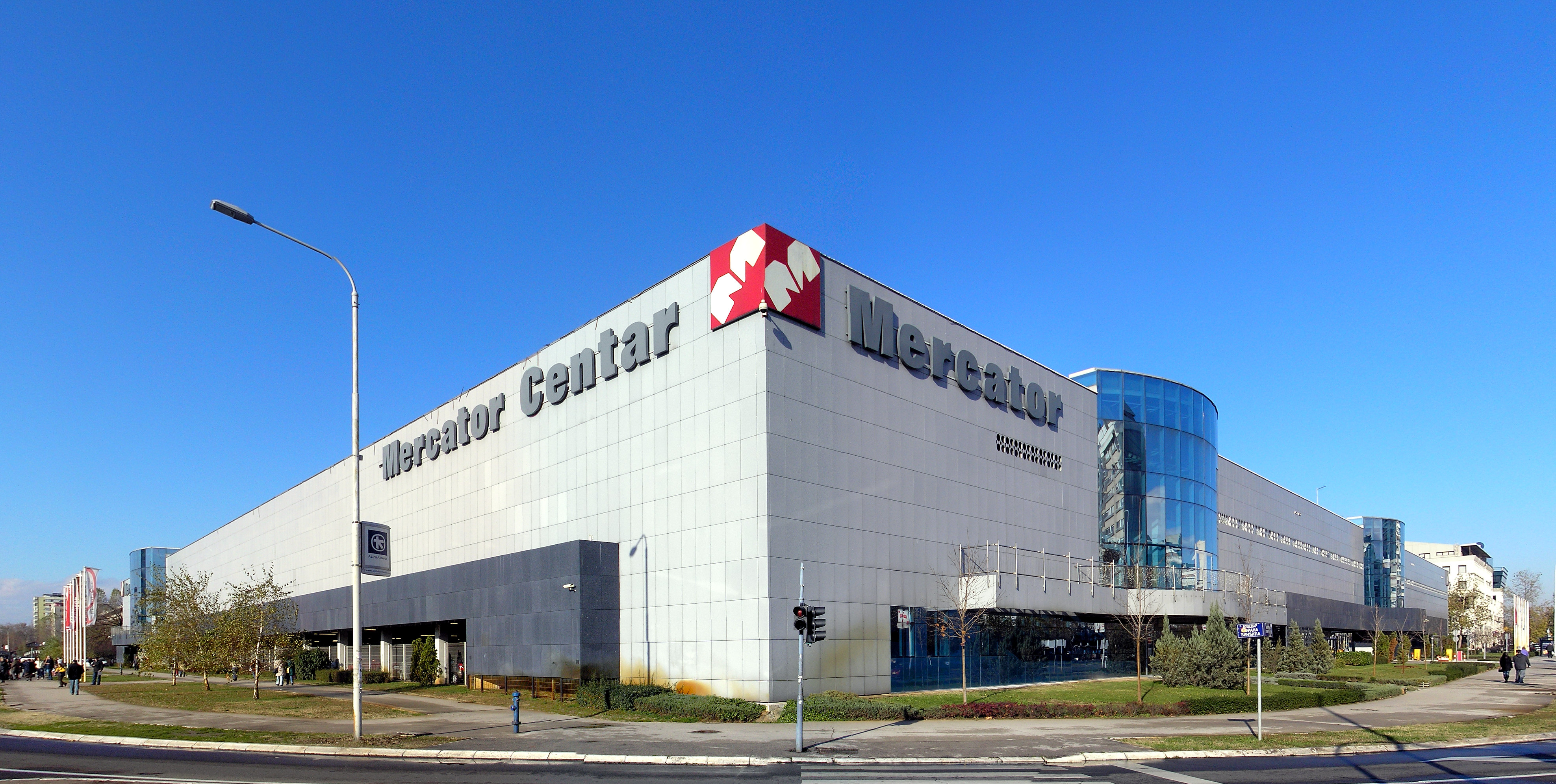
Mercator Hypermarkt in Belgrad

Die Mercator-Gruppe (Poslovni sistem Mercator d.o.o.) ist die größte Handelskette Sloweniens mit Sitz in Ljubljana. Sie betreibt SB-Warenhäuser in  Slowenien, Serbien, Kroatien, Bosnien-Herzegowina, Montenegro, Nordmazedonien und Albanien. Im Juni 2014 wurde sie eine Tochtergesellschaft des kroatischen Agrokor-Konzerns. Nachdem Agrokor in finanzielle Schwierigkeiten geriet, im Jahr 2017 zunächst unter Staatsaufsicht gestellt wurde und schließlich die wirtschaftlich gesunden Teile unter das Dach der neugegründeten Fortenova Group gestellt wurden, erwarb Fortenova bis April 2022 sämtliche Anteile an Mercator.

## Trivia
2017 verabschiedete der Državni Zbor ein Gesetz, das Tochtergesellschaften insolventer Unternehmen vor existenzbedrohlichen Abflüssen zur Muttergesellschaft schützen soll. In der Öffentlichkeit wurde das Gesetz als Lex Mercator diskutiert, da es auf diese Gesellschaft zugeschnitten ist, deren Muttergesellschaft Agrokor unter staatlicher Aufsicht saniert wird. Mercator gilt in Slowenien als systemrelevant, da zahlreiche Zulieferer vom Unternehmen abhängen.